# Veniano
Veniano är en ort och kommun i provinsen Como i regionen Lombardiet i Italien. Kommunen hade 3 053 invånare (2018).